# Samuel Lino
Samuel Dias Lino (Santo André, 23 december 1999) is een Braziliaans voetballer die doorgaans speelt als vleugelspeler. In juli 2025 verruilde hij Atlético Madrid voor Flamengo.

## Clubcarrière
Lino speelde in de jeugd van São Bernardo vanaf 2016. Het jaar erop mocht hij zijn debuut maken in het eerste elftal, in de Série D. Na zijn debuut werd hij voor een jaar verhuurd aan Flamengo, waar hij in de jeugd ging spelen. Na zijn terugkeer kwam de vleugelspeler uit in de Copa Paulista (waarin hij zijn eerste doelpunten maakte als profvoetballer) en de Paulista A2.
De Braziliaan werd in juni 2019 aangetrokken door Gil Vicente. Zijn debuut in het Portugese voetbal maakte hij op 3 augustus van dat jaar, toen in de Taça da Liga gespeeld werd tegen CD Aves. Coach Vítor Oliveira liet hem elf minuten voor het einde van de reguliere speeltijd invallen en met Lino in de ploeg werd de bekerwedstrijd met 3–2 gewonnen. Na zijn eerste seizoen in Portugal werd zijn contract opengebroken en verlengd tot 2024. Lino eindigde zijn eerste seizoen op twee competitiedoelpunten. De jaren erna werden dit er respectievelijk negen en twaalf.
In de zomer van 2022 maakte Lino voor een bedrag van circa zesenhalf miljoen euro de overstap naar Atlético Madrid, waar hij zijn handtekening zette onder een verbintenis voor de duur van vijf seizoenen. Nog voor hij zijn debuut kon maken voor Atlético werd hij voor het seizoen 2022/23 verhuurd aan Valencia. Bij die club speelde hij vervolgens alle competitiewedstrijden mee en hij kwam tot zes doelpunten. Voor het seizoen 2023/24 keerde Lino terug naar Atlético, waar hij een plek in het eerste elftal kreeg. Op 19 september 2023 maakte hij zijn debuut in een continentale competitie, toen hij in de UEFA Champions League van coach Diego Simeone in de basis mocht starten tegen Lazio (1–1).
Tijdens de seizoenen 2023/24 en 2024/25 kwam Lino tot meer dan dertig competitiewedstrijden voor Atlético. Flamengo haalde hem in juli 2025 terug naar Brazilië. De club waar hij in 2018 een paar maanden speelde betaalde zo'n tweeëntwintig miljoen euro voor Lino en hij tekende voor vierenhalf jaar. Met zijn overgang werd de Braziliaan de duurste aankoop uit de clubgeschiedenis.

## Clubstatistieken
| Seizoen | Club            | Competitie       | Competitie | Competitie | Beker | Beker | Internationaal | Internationaal | Totaal | Totaal |
| Seizoen | Club            | Competitie       | Wed.       | Dlp.       | Wed.  | Dlp.  | Wed.           | Dlp.           | Wed.   | Dlp.   |
| ------- | --------------- | ---------------- | ---------- | ---------- | ----- | ----- | -------------- | -------------- | ------ | ------ |
| 2017    | São Bernardo    | Série D          | 1          | 0          | 0     | 0     | —              | —              | 1      | 0      |
| 2018    | São Bernardo    | Paulista A2      | 0          | 0          | 17    | 4     | —              | —              | 17     | 4      |
| 2019    | São Bernardo    | Paulista A2      | 5          | 0          | 0     | 0     | —              | —              | 5      | 0      |
| 2019/20 | Gil Vicente     | Primeira Liga    | 20         | 2          | 5     | 0     | —              | —              | 25     | 2      |
| 2020/21 | Gil Vicente     | Primeira Liga    | 33         | 9          | 4     | 2     | —              | —              | 37     | 11     |
| 2021/22 | Gil Vicente     | Primeira Liga    | 34         | 12         | 4     | 2     | —              | —              | 38     | 14     |
| 2022/23 | Atlético Madrid | Primera División | —          | —          | —     | —     | —              | —              | —      | —      |
| 2022/23 | → Valencia      | Primera División | 34         | 4          | 1     | 1     | —              | —              | 35     | 5      |
| 2023/24 | Atlético Madrid | Primera División | 34         | 4          | 5     | 1     | 7              | 3              | 46     | 8      |
| 2024/25 | Atlético Madrid | Primera División | 31         | 3          | 4     | 1     | 12             | 0              | 47     | 4      |
| 2025    | Flamengo        | Série A          | 3          | 0          | 2     | 0     | 1              | 0              | 6      | 0      |
| Totaal  | Totaal          | Totaal           | 199        | 36         | 44    | 12    | 20             | 3              | 263    | 51     |

Bijgewerkt op 20 augustus 2025.